# 티머시 웨아
티머시 타페 웨아(영어: Timothy Tarpeh Weah, 2000년 2월 22일 ~ )는 미국의 축구 선수로 현재 프랑스 리그 1의 마르세유에서 공격수로 활약하고 있으며 과거 발롱도르 수상자 출신인 조지 웨아 전 라이베리아 대통령의 아들이며 현재 미국 축구 국가대표팀의 일원으로도 활약하고 있다.

## 수상

### 클럽
파리 생제르맹
- 리그 1 : 우승 (2017-18, 2018-19)
- 트로페 데 샹피옹 : 우승 (2018)

 셀틱 FC
- 스코티시 프리미어십 : 우승 (2018-19)
- 스코티시 컵 : 우승 (2018-19)

 릴 OSC
- 리그 1 : 우승 (2020-21), 4위 (2019-20)
- 쿠프 드 라 리그 : 4강 (2019-20)
- 트로페 데 샹피옹 : 우승 (2021)

### 국가대표팀
미국 U-17
- CONCACAF U-17 선수권 대회 : 준우승 (2017)

 미국
- CONCACAF 네이션스리그 : 우승 (2021)